# Handebol nos Jogos Olímpicos de Verão de 1988
O handebol nos Jogos Olímpicos de Verão de 1988 foi realizado em Seul, na Coreia do Sul.

## Masculino
| Ouro | Prata | Bronze |
| URS União Soviética Vyacheslav Atavin Igor Chumak Valeri Gopin Aleksandr Karshakevich Andrey Lavrov Yuri Nesterov Voldemaras Novickis Aleksandr Rymanov Konstantin Sharovarov Yuri Shevtsov Georgi Sviridenko Aleksandr Tuchkin Andrey Tyumentsev Mikhail Vasilyev | KOR Coreia do Sul Choi Suk-Jae Kang Jae-Won Kim Jae-Hwan Koh Suk-Chang Lee Sang-Hyo Lim Jin-Suk Oh Young-Ki Park Do-Hun Park Young-Dae Roh Hyun-Suk Shim Jae-Hong Shin Young-Suk Yoon Tae-Il | YUG Iugoslávia Mirko Bašić Jožef Holpert Boris Jarak Slobodan Kuzmanovski Muhamed Memić Alvaro Načinović Goran Perkovac Zlatko Portner Iztok Puc Rolando Pušnik Momir Rnić Zlatko Saračević Irfan Smajlagić Ermin Velić Veselin Vujović |

### Primeira fase
As equipes que terminaram em primeiro lugar em seus grupos disputaram a medalha de ouro na final. As equipes que terminaram em segundo lugar disputaram a medalha de bronze e assim sucessivamente nas partidas para definir a classificação final.

#### Grupo A
| Equipe              | Pts | J | V | E | D | GP  | GC  |
| ------------------- | --- | - | - | - | - | --- | --- |
| URS União Soviética | 10  | 5 | 5 | 0 | 0 | 130 | 82  |
| YUG Iugoslávia      | 7   | 5 | 3 | 1 | 1 | 116 | 109 |
| SWE Suécia          | 6   | 5 | 3 | 0 | 2 | 106 | 91  |
| ISL Islândia        | 5   | 5 | 2 | 1 | 2 | 96  | 102 |
| ALG Argélia         | 2   | 5 | 1 | 0 | 4 | 89  | 109 |
| USA Estados Unidos  | 0   | 5 | 0 | 0 | 5 | 81  | 125 |

| 20 de setembro  |       |                 |
| Iugoslávia      | 18–24 | União Soviética |
| Suécia          | 21–18 | Argélia         |
| Islândia        | 22–15 | Estados Unidos  |
| 22 de setembro  |       |                 |
| Iugoslávia      | 31–23 | Estados Unidos  |
| Suécia          | 18–22 | União Soviética |
| Islândia        | 22–16 | Argélia         |
| 24 de setembro  |       |                 |
| Iugoslávia      | 23–22 | Argélia         |
| Suécia          | 20–14 | Islândia        |
| União Soviética | 26–14 | Estados Unidos  |
| 26 de setembro  |       |                 |
| Iugoslávia      | 19–19 | Islândia        |
| Suécia          | 26–12 | Estados Unidos  |
| União Soviética | 26–13 | Argélia         |
| 28 de setembro  |       |                 |
| Estados Unidos  | 17–20 | Argélia         |
| Islândia        | 19–32 | União Soviética |
| Iugoslávia      | 25–21 | Suécia          |

#### Grupo B
| Equipe                | Pts | J | V | E | D | GP  | GC  |
| --------------------- | --- | - | - | - | - | --- | --- |
| KOR Coreia do Sul     | 8   | 5 | 4 | 0 | 1 | 127 | 117 |
| HUN Hungria           | 6   | 5 | 3 | 0 | 2 | 102 | 93  |
| TCH Checoslováquia    | 6   | 5 | 3 | 0 | 2 | 109 | 103 |
| GDR Alemanha Oriental | 6   | 5 | 3 | 0 | 2 | 109 | 100 |
| ESP Espanha           | 4   | 5 | 2 | 0 | 3 | 101 | 106 |
| JPN Japão             | 0   | 5 | 0 | 0 | 5 | 97  | 126 |

| 20 de setembro    |       |                   |
| Hungria           | 20–22 | Coreia do Sul     |
| Alemanha Oriental | 25–18 | Japão             |
| Espanha           | 17–20 | Checoslováquia    |
| 22 de setembro    |       |                   |
| Hungria           | 16–19 | Checoslováquia    |
| Alemanha Oriental | 22–23 | Coreia do Sul     |
| Espanha           | 25–19 | Japão             |
| 24 de setembro    |       |                   |
| Hungria           | 22–19 | Japão             |
| Alemanha Oriental | 21–20 | Espanha           |
| Coreia do Sul     | 29–28 | Checoslováquia    |
| 26 de setembro    |       |                   |
| Hungria           | 26–16 | Espanha           |
| Alemanha Oriental | 24–21 | Checoslováquia    |
| Coreia do Sul     | 33–24 | Japão             |
| 28 de setembro    |       |                   |
| Checoslováquia    | 21–17 | Japão             |
| Espanha           | 23–20 | Coreia do Sul     |
| Hungria           | 18–17 | Alemanha Oriental |

### Classificação 5º-12º lugares

#### 11º-12º lugar
| 30 de setembro |       |       |
| Estados Unidos | 21–24 | Japão |

#### 9º-10º lugar
| 30 de setembro |       |         |
| Argélia        | 15–21 | Espanha |

#### 7º-8º lugar
| 30 de setembro |       |                   |
| Islândia       | 29–31 | Alemanha Oriental |

#### 5º-6º lugar
| 30 de setembro |       |                |
| Suécia         | 27–18 | Checoslováquia |

### Disputa pelo bronze
| 1 de outubro |       |         |
| Iugoslávia   | 27–23 | Hungria |

### Final
| 1 de outubro    |       |               |
| União Soviética | 32–25 | Coreia do Sul |

### Classificação final
| Pos. | País                  |
| ---- | --------------------- |
|      | URS União Soviética   |
|      | KOR Coreia do Sul     |
|      | YUG Iugoslávia        |
| 4    | HUN Hungria           |
| 5    | SWE Suécia            |
| 6    | TCH Checoslováquia    |
| 7    | GDR Alemanha Oriental |
| 8    | ISL Islândia          |
| 9    | ESP Espanha           |
| 10   | ALG Argélia           |
| 11   | JPN Japão             |
| 12   | USA Estados Unidos    |

## Feminino
| Ouro | Prata | Bronze |
| KOR Coreia do Sul Han Hyun-Sook Ki Mi-Sook Kim Choon-Rye Kim Hyun-Mee Kim Kyung-Soon Kim Myung-Soon Lee Ki-Soon Lim Mi-Kyung Shon Mi-Na Song Ji-Hyun Suk Min-Hee Sung Kyung-Hwa | NOR Noruega Kjerstin Andersen Berit Digre Marthe Eliasson Susann Goksør Trine Haltvik Hanne Hegh Hanne Hogness Vibeke Johnsen Kristin Midthun Karin Pettersen Karin Singstad Annette Skottvoll Ingrid Steen Heidi Sundal Cathrine Svendsen | URS União Soviética Natalya Anisimova Maryna Bazanova Tatyana Djandjgava Elina Guseva Tetyana Horb Larysa Karlova Natalya Lapitskaya Svitlana Mankova Natalia Matryuk Natalya Morskova Olena Nemashkalo Natalia Rusnachenko Olha Semenova Yevheniya Tovstohan Zinaida Turchina |

### Primeira fase
As duas melhores equipes avançam a fase final onde integraram um grupo de quatro, com a mais bem colocada conquistando o ouro. As equipes que terminaram em terceiro e quarto lugares ao final da primeira fase integraram outro grupo de quatro onde definiram a classificação de 5º a 8º lugares no geral.

#### Grupo A
| Equipe             | Pts | J | V | E | D | GP | GC |
| ------------------ | --- | - | - | - | - | -- | -- |
| KOR Coreia do Sul  | 4   | 3 | 2 | 0 | 1 | 76 | 67 |
| YUG Iugoslávia     | 4   | 3 | 2 | 0 | 1 | 58 | 58 |
| TCH Checoslováquia | 4   | 3 | 2 | 0 | 1 | 81 | 69 |
| USA Estados Unidos | 0   | 3 | 0 | 0 | 3 | 55 | 76 |

| 21 de setembro |       |                |
| Checoslováquia | 27–33 | Coreia do Sul  |
| Iugoslávia     | 19–18 | Estados Unidos |
| 23 de setembro |       |                |
| Checoslováquia | 33–19 | Estados Unidos |
| Iugoslávia     | 22–19 | Coreia do Sul  |
| 25 de setembro |       |                |
| Coreia do Sul  | 24–18 | Estados Unidos |
| Checoslováquia | 21–17 | Iugoslávia     |

#### Grupo B
| Equipe              | Pts | J | V | E | D | GP | GC  |
| ------------------- | --- | - | - | - | - | -- | --- |
| URS União Soviética | 5   | 3 | 2 | 1 | 0 | 75 | 49  |
| NOR Noruega         | 5   | 3 | 2 | 1 | 0 | 75 | 53  |
| CHN China           | 2   | 3 | 1 | 0 | 2 | 76 | 58  |
| CIV Costa do Marfim | 0   | 3 | 0 | 0 | 3 | 37 | 103 |

| 21 de setembro  |       |                 |
| União Soviética | 24–19 | China           |
| Noruega         | 34–14 | Costa do Marfim |
| 23 de setembro  |       |                 |
| União Soviética | 32–11 | Costa do Marfim |
| Noruega         | 22–20 | China           |
| 25 de setembro  |       |                 |
| China           | 37–12 | Costa do Marfim |
| União Soviética | 19–19 | Noruega         |

### Fase final
Os resultados obtidos pelas equipes na fase anterior continuaram valendo para a fase final, sem a necessidade de novas partidas.

#### 5º-8º lugar
| Equipe                 | Pts | J | V | E | D | GP | GC |
| ---------------------- | --- | - | - | - | - | -- | -- |
| 5. TCH Checoslováquia  | 6   | 3 | 3 | 0 | 0 | 93 | 52 |
| 6. CHN China           | 4   | 3 | 2 | 0 | 1 | 89 | 60 |
| 7. USA Estados Unidos  | 2   | 3 | 1 | 0 | 2 | 68 | 80 |
| 8. CIV Costa do Marfim | 0   | 3 | 0 | 0 | 3 | 40 | 98 |

| 27 de setembro  |       |                |
| China           | 31–22 | Estados Unidos |
| Costa do Marfim | 12–34 | Checoslováquia |
| 29 de setembro  |       |                |
| Costa do Marfim | 16–27 | Estados Unidos |
| China           | 21–26 | Checoslováquia |

#### 1º-4º lugar
| Equipe                 | Pts | J | V | E | D | GP | GC |
| ---------------------- | --- | - | - | - | - | -- | -- |
| 1. KOR Coreia do Sul   | 6   | 3 | 3 | 0 | 0 | 93 | 52 |
| 2. NOR Noruega         | 4   | 3 | 2 | 0 | 1 | 89 | 60 |
| 3. URS União Soviética | 2   | 3 | 1 | 0 | 2 | 68 | 80 |
| 4. YUG Iugoslávia      | 0   | 3 | 0 | 0 | 3 | 40 | 98 |

| 27 de setembro |       |                 |
| Iugoslávia     | 15–18 | União Soviética |
| Coreia do Sul  | 23–20 | Noruega         |
| 29 de setembro |       |                 |
| Iugoslávia     | 15–20 | Noruega         |
| Coreia do Sul  | 21–19 | União Soviética |